# Camillo Mazzella
Pour les articles homonymes, voir Mazzella.
Camillo Mazzella, né le 10 février 1833 à Vitulano, dans le Bénévent (Italie) et décédé le 26 mars 1900 à Rome (Italie), est un prêtre jésuite italien, théologien et cofondateur de la première faculté de théologie aux États-Unis. Professeur à l’Université grégorienne, il est créé cardinal en 1886 et l’année suivante, le 8 mai 1897, ordonné évêque du diocèse suburbicaire de Palestrina (Italie).

## Biographie

### Formation et premières années
Camillo et son frère jumeau Ernesto (plus tard, archevêque de Bari) ont des carrières parallèles. Tous deux étudient au séminaire de Bénévent dirigé par les jésuites. Deux années après son ordination sacerdotale à Bénévent (22 septembre 1855), Camillo entre dans la Compagnie de Jésus (4 septembre 1857). À la fin d’un bref noviciat il enseigne la philosophie au collège de Cosenza (1858-1859) et au séminaire d'Andria (1859-1860). Avec l'entrée (1860) de Garibaldi à Naples et l'expulsion des jésuites qui s’ensuit, Mazzella se trouve en exil en France.

### Professeur de théologie en France et aux États-Unis
Au théologat français de Fourvière (Lyon), il revoit sa théologie pendant un an (1860-1861), et y enseigne ensuite la théologie dogmatique (1861-1864) et théologie morale (1864-1866). Il fait son Troisième An à Rome (1866-1867). 
Répondant à un appel du père Paresce, provincial du Maryland (États-Unis) qui cherche des professeurs pour le théologat jésuite qu’il compte ouvrir, Mazzella traverse l’Atlantique. Il enseigne d’abord à Georgetown Collège (1867-1869). Quand le nouveau scolasticat de Woodstock (Maryland) est ouvert, en 1869, Mazzella y accompagne les jeunes jésuites et continue à enseigner la théologie : il est également le premier préfet d'études (1869-1878).  Ses notes de cours font autorité et sont utilisées en de nombreux séminaires. Il est conseiller du cardinal Gibbons et est considéré outre-Atlantique comme un ‘théologien américain’. 
Durant les étés de 1877 et 1878, il est Visiteur jésuite des missions du Colorado et du Nouveau-Mexique.

### Professeur à Rome
Par volonté expresse du pape Léon XIII - qui avait eu connaissance personnelle de ses écrits théologiques - Mazzella est appelé à Rome (octobre 1878) pour occuper à l'Université grégorienne la chaire de théologie dogmatique, vacante depuis l’élévation de Johann Baptist Franzelin au cardinalat. Il garde ce poste jusqu'en 1886, en plus d'être préfet d'études (1879-1886), ainsi que supérieur de la communauté jésuite (1880-1884). 

### Cardinal: diacre, prêtre et évêque
En 1885, le pape le nomme consulteur à la Congrégation de l'Inquisition, et le 7 juin 1886, le créé cardinal Le reste de sa vie se passera au service direct du Saint-Siège. D’abord à la Propaganda Fide, où il s’occupe des questions relatives aux rites orientaux et où il préside la commission qui examine les statuts des nouveaux instituts religieux. En 1889, il est préfet de la Congrégation de l'Index et en 1893, préfet de la Congrégation chargée de superviser les études ecclésiastiques. 

### Validité des ordres anglicans
Le rapprochement de groupes anglicans et le passage de plusieurs pasteurs au catholicisme, pose de manière aiguë la question de savoir si leur ordination sacerdotale reçue dans l’Église anglicane est valide ou pas. En 1894, Léon XIII crée une commission de huit experts, canonistes et théologiens, pour étudier la question sous tous ses aspects. Camillo Mazzella, préfet de la Congrégation des rites, en est le président. Il rédige la première ébauche du document qui est soumis à un groupe de cardinaux. Après deux mois d’étude, la commission se réunit en présence de Léon XIII. Elle exprime une opinion unanimement négative. 
Léon XIII se donne quelques mois de réflexion supplémentaire. Finalement le texte retouché est promulgué le 18 septembre 1896 : c’est la bulle Apostolicae Curae, déclarant invalides les ordinations sacerdotales dans l’Église anglicane. Cela reste encore, au XXIe siècle, un sérieux obstacle dans les relations entre les deux Églises, anglicane et catholique.

### Les idées ‘américanistes’
Mazzella reste proche des affaires de la jeune Église catholique des États-Unis. Il préside la commission qui, en 1886, approuve les statuts de fondation de la Catholic University of America qui ouvre bientôt ses portes à Washington. 
Il n’en est pas moins opposé aux courants libéraux et progressistes de cette Église, parfois définis de manière assez lâche comme ‘déviation américaniste’. Mazzella serait le promoteur du texte de Léon XIII Testem Benevolentiae, condamnant certaines opinions excessives en lesquelles, d’ailleurs, les personnes visées ne se reconnaissent pas. 
Le cardinal Camillo Mazzella meurt le 26 mars 1900, au collège germanique de Rome, où il résidait depuis son retour dans la ville éternelle.

## Écrits
- De Religione et Ecclesia, Woodstock, 1876.
- De Deo creante, Woodstock, 1876.
- De gratia Christi, Woodstock, 1876.
- De Virtutibus infusis, Woodstock, 1876.